# Asheweig River
Der Asheweig River ist ein ca. 407 km langer linker Nebenfluss des Winisk River im Kenora District im Norden der kanadischen Provinz Ontario.

## Verlauf
Der Asheweig River entspringt westlich des Kingfisher Lake. Er fließt anfangs nach Norden in Richtung Big Trout Lake und nimmt dabei einen Teil des Wassers des Kingfisher Lake auf. Er wendet sich dann aber nach Nordosten und später nach Osten. Er durchfließt mehrere Seen, darunter Long Dog Lake, Kasabonika Lake, Shibogama Lake und Straight Lake. Anschließend ändert der Fluss seine Richtung nach Norden. Er überwindet die Howling Falls, nimmt später den Frog River von links auf, dreht nach Nordosten und wieder nach Norden und trifft schließlich auf den ebenfalls nach Norden strömenden Winisk River. Ober- und Mittellauf des Asheweig River liegen im Bereich des Kanadischen Schilds. Einzige Siedlung am Flusslauf ist die der Kasabonika First Nation.

## Hydrometrie
Am Asheweig River gibt es zwei Abflusspegel, wovon einer noch in Betrieb ist:
- Abflusspegel 04DB002 (⊙) oberhalb Long Dog Lake bei Flusskilometer 304 (Einzugsgebiet 3240 km²; mittlerer Abfluss (1967–1977): 35 m³/s).[2]
- Abflusspegel 04DB001 (⊙) am Straight Lake bei Flusskilometer 99 (Einzugsgebiet 7950 km²; mittlerer Abfluss (1966–2020): 54,9 m³/s).[2]

Im folgenden Schaubild werden die mittleren monatlichen Abflüsse des Asheweig River am Abflusspegel 04DB002 für die Messperiode 1967–1977 und am Abflusspegel 04DB001 für die Messperiode 1966–2020 in m³/s dargestellt.